# Žně

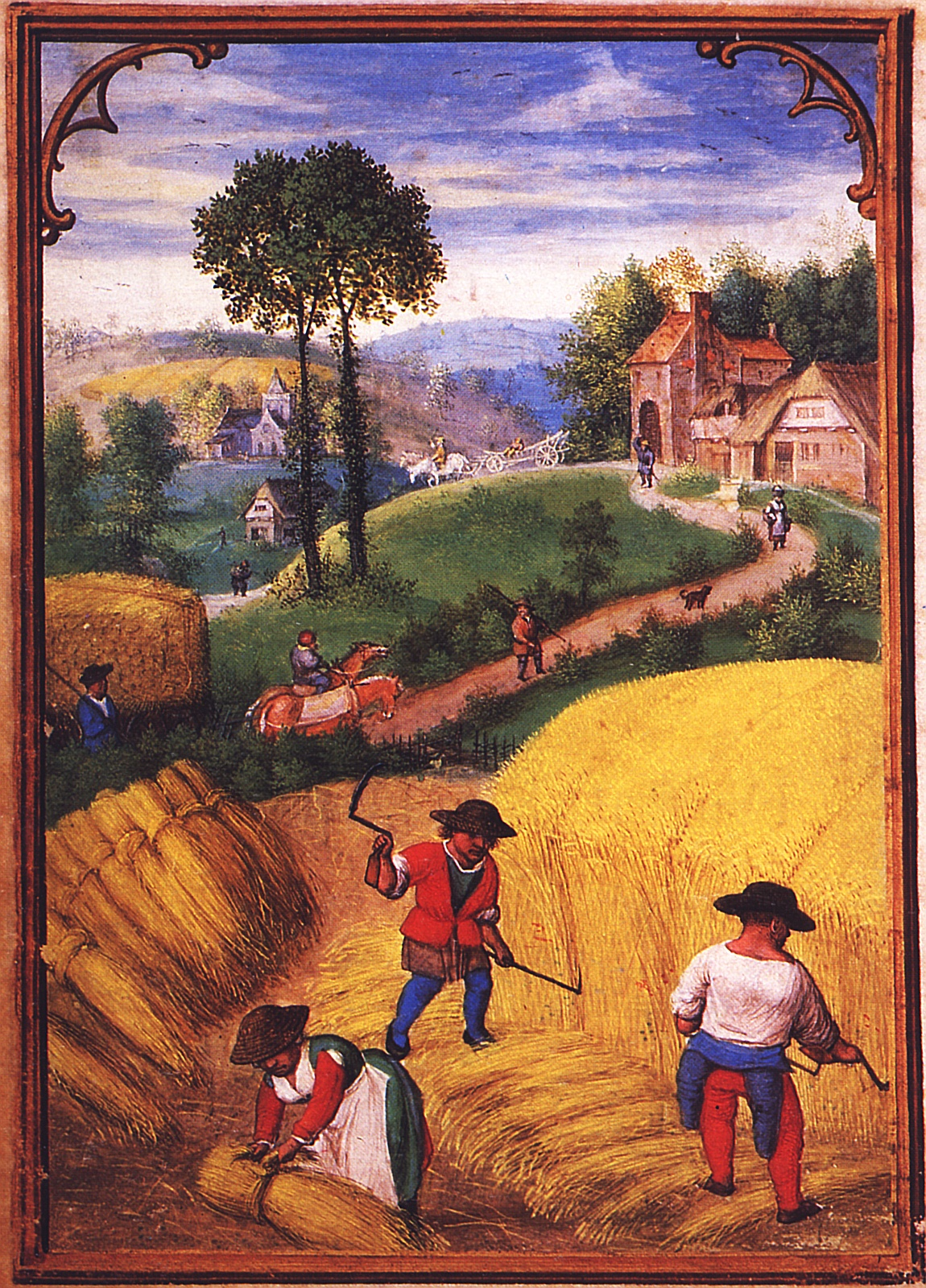
Simon Bening: Srpen (16. století)

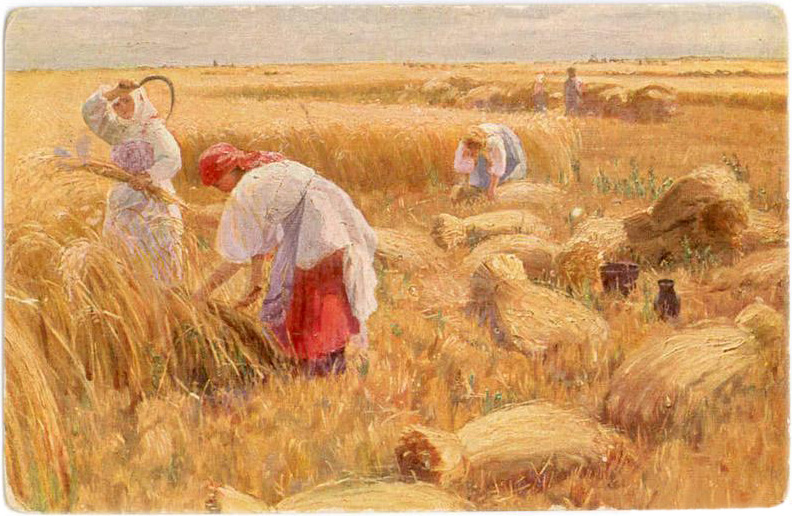
Fedot Syčkov: Strada (žně), malba z roku 1910

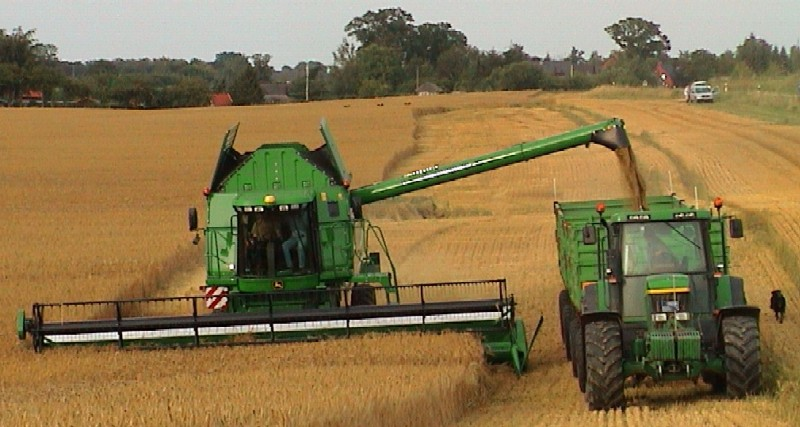
Kombajn John Deere 9880 STS při sklizni ječmene (2004)

Žně jsou označením pro typ sklizně, kdy se sklízejí především obiloviny (pšenice, ječmen, kukuřice, žito, oves atd.), a také pro období, kdy sklizeň obilovin probíhá. Pro jiné plodiny jako luštěniny (hrách, fazole, soja), olejniny (řepka) či brambory, ani pro sklizeň pícnin se toto označení nepoužívá.
V Česku a celém mírném pásu žně probíhají v létě, v období relativního sucha. Nejčastěji se sklízí od června do září. Obiloviny se sklízejí sklízecími stroji (kombajny) nebo ručně. Zrno musí být dostatečně zralé (tvrdé) a suché, aby jej mohl kombajn vymlátit a aby při skladování nezplesnivělo. Sklízí se zrno s vlhkostí kolem 15 %.
Po žních se v minulosti konaly dožínky jako oslava jejich úspěšného ukončení. Scházívali se zde všichni, kdo se žní zúčastnili. V současnosti jsou dožínky často jen společenskou akcí, někdy bez přímé vazby na účastníky žní.

## Historie
Dříve – po tisíce let – se obilí sklízelo ručně pomocí srpu, síta nebo kosy, dokud bylo obilí ještě žluté. Nařezaná stébla obilí byla svázána do snopů a několik snopů bylo poté srovnáno proti sobě a ponecháno na poli pro další sušení a zrání. Kosení bylo obvykle prováděno muži, ale vázání snopů byla ženská práce. Snopy pak byly odvezeny do stodoly a po dalším uskladnění byly vymláceny buď ručně, nebo později pomocí mlátičky. V některých případech se mlátilo i přímo na poli; pokud se nedalo včas vymlátit, kladly se snopy na hromady, aby byly chráněny před povětrnostními vlivy a havětí.
S rozvojem žacích strojů kolem poloviny 19. století byla ruční práce při sečení obilí postupně mechanizována a vývoj pokročil až k žacímu stroji, který současně sekal a vázal snopy.
Od konce 20. století se však sklizeň obilí provádí téměř výhradně pomocí sklízecích mlátiček – kombajnů. Ty v jednom pracovním kroku posekají obilí, vymlátí ho, vyčistí vymlácené obilí a slámu buď uloží do řádku na pole, nebo ji nasekají a rovnoměrně rozloží po poli, aby se podpořilo rychlé tlení. Na rozdíl od dřívějších postupů vyžaduje sklízecí mlátička již zralé zrno; užší časové okno pro sklizeň v době zralosti (kvůli vyššímu riziku zkažení nebo přerůstání zrna) je dostatečně kompenzováno efektivitou sklizňového procesu. Některé z faktorů ovlivňujících žně jsou zohledňovány již při plánování pěstování (výběr odrůd, skladové hospodářství atd.), na jiné je nutné reagovat, když nastanou (zejména vliv počasí).